# Pułki czołgów Wojska Polskiego
Pułki czołgów Wojska Polskiego – spis polskich pułków czołgów (pancernych): ich geneza, struktura organizacyjna; podległość i przeformowania.

## Pułki pancerne II RP

### Struktura organizacyjna
Wydany 14 kwietnia 1919 rozkaz organizacyjny 1 pułku czołgów określał jego skład:
dowództwo pułku
- dowództwo 1 batalionu 
  - 1 kompania czołgów
    - drużyna dowódcy

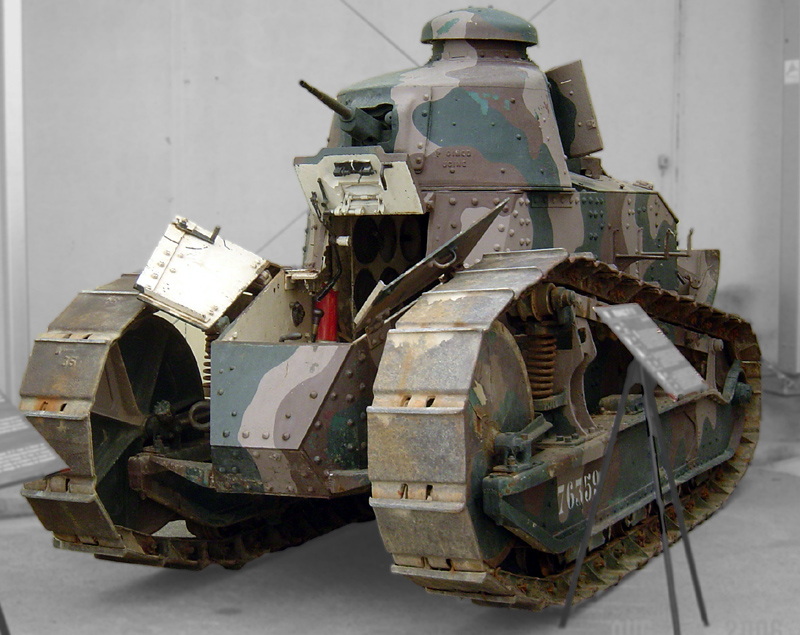
Czołg Renault FT 17

    - trzy plutony czołgów po 5 wozów (3 z działkami 37 mm i 2 z km)
    - pluton eszelonowy (9 wozów, czołg dowódcy kompanii, czołgi zapasowe i czołgi zaopatrzeniowe)

  - 2 kompania czołgów

Razem w kompanii 24 czołgi typu Renault M 17
- dowództwo 3 batalionu 
  - 3 kompania czołgów
  - 6 kompania czołgów
  - 7 kompania czołgów
- sekcja reperacyjno-transportowa (samochody-warsztaty, samochody ciężarowe i ciągniki)

Ogółem w pułku:
45 oficerów, 112 podoficerów i 684 szeregowców
120 czołgów typu Renault M 17
41 samochodów
7 ciągników
10 motocykli

### Nazwy pułków
- 1 pułk czołgów
- 1 pułk pancerny
- 2 pułk pancerny
- 3 pułk pancerny

## Pułki pancerne PSZ

### Skład organizacyjny

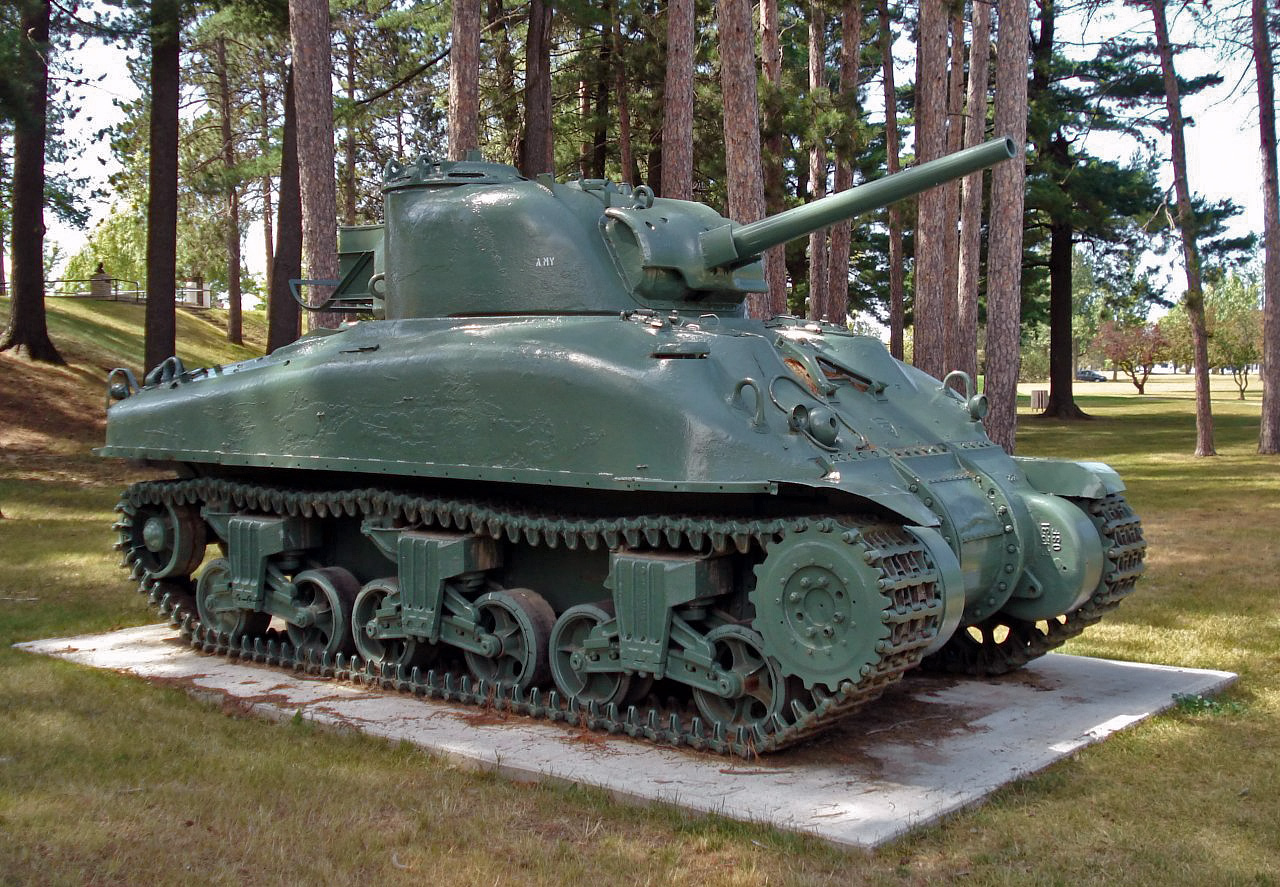
Sherman M4

Dowództwo, a w nim 4 czołgi plutonu dowództwa oraz 11 czołgów lekkich Stuart i scout – carów 
- trzy szwadrony liniowe w każdym szwadronie 16 czołgów średnich Sherman
  - pięć plutonów czołgów

Pułk posiadał :
- oficerów – 34
- szeregowych – 596

Sprzęt:
- czołgi średnie – 52
- czołgi lekkie – 11

### Nazwy pułków

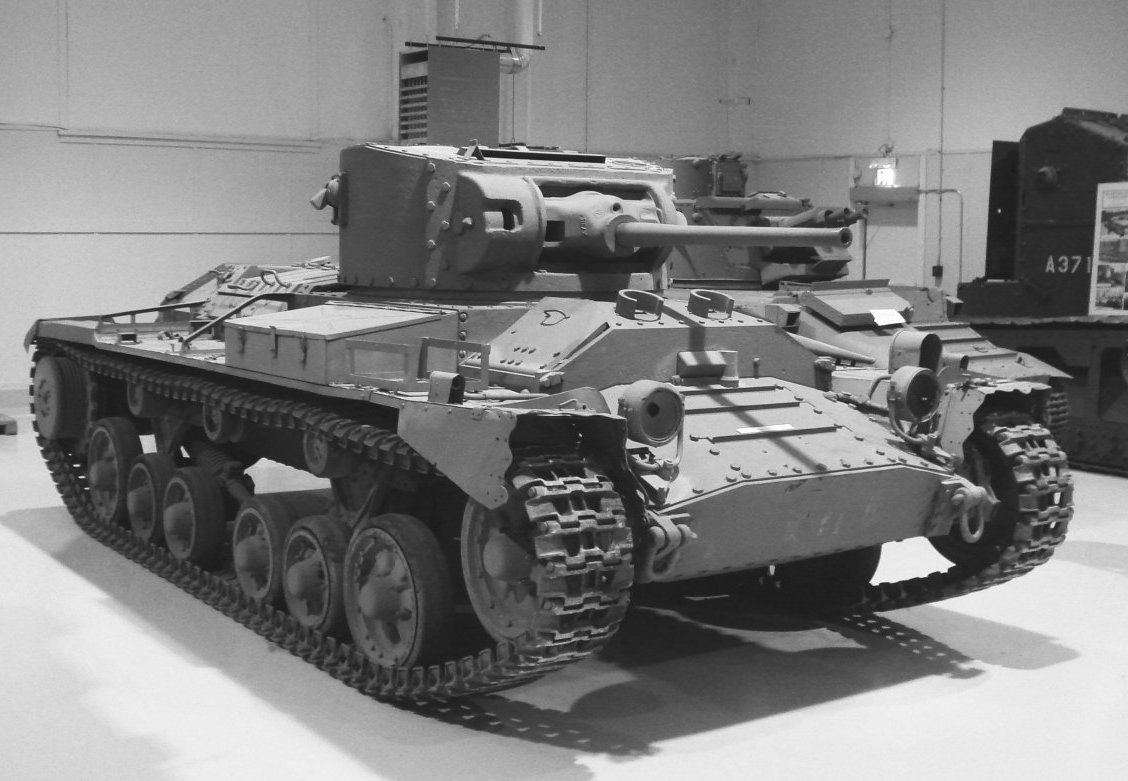
Valentine - czołg polskich pułków z 1943

- 1 pułk czołgów – powstał ze Zgrupowania Żołnierzy Broni Pancernej; podległy 1 KP; rozwinięty w 16 BCz
- 1 pułk pancerny – powstał w wyniku przeformowania 65 batalionu czołgów z 16 Brygady Czołgów; początkowo podległy 16 BPanc; w czasie walk podległy 10 BKPanc
- 2 pułk pancerny – podległy 10 BKPanc
- 24 pułk ułanów – podległy 10 BKPanc
- 1 pułk Ułanów Krechowieckich - podległy 2 BPanc
- 4 pułk pancerny „Skorpion” – podległy 2 BPanc
- 6 pułk pancerny „Dzieci Lwowskich” – podległy 2 BPanc
- 7 pułk pancerny – jednostka szkolna 2 Korpusu
- 3 pułk Ułanów Śląskich –- podległy 14 BPanc
- 15 pułk Ułanów Poznańskich – podległy 14 BPanc
- 10 pułk Huzarów Wołyńskich – podległy 14 BPanc
- 3 pułk pancerny -– podległy 16 BPanc
- 5 pułk pancerny – podległy 16 BPanc
- 14 pułk Ułanów Jazłowieckich – podległy 16 BPanc

## Pułki czołgów na froncie wschodnim

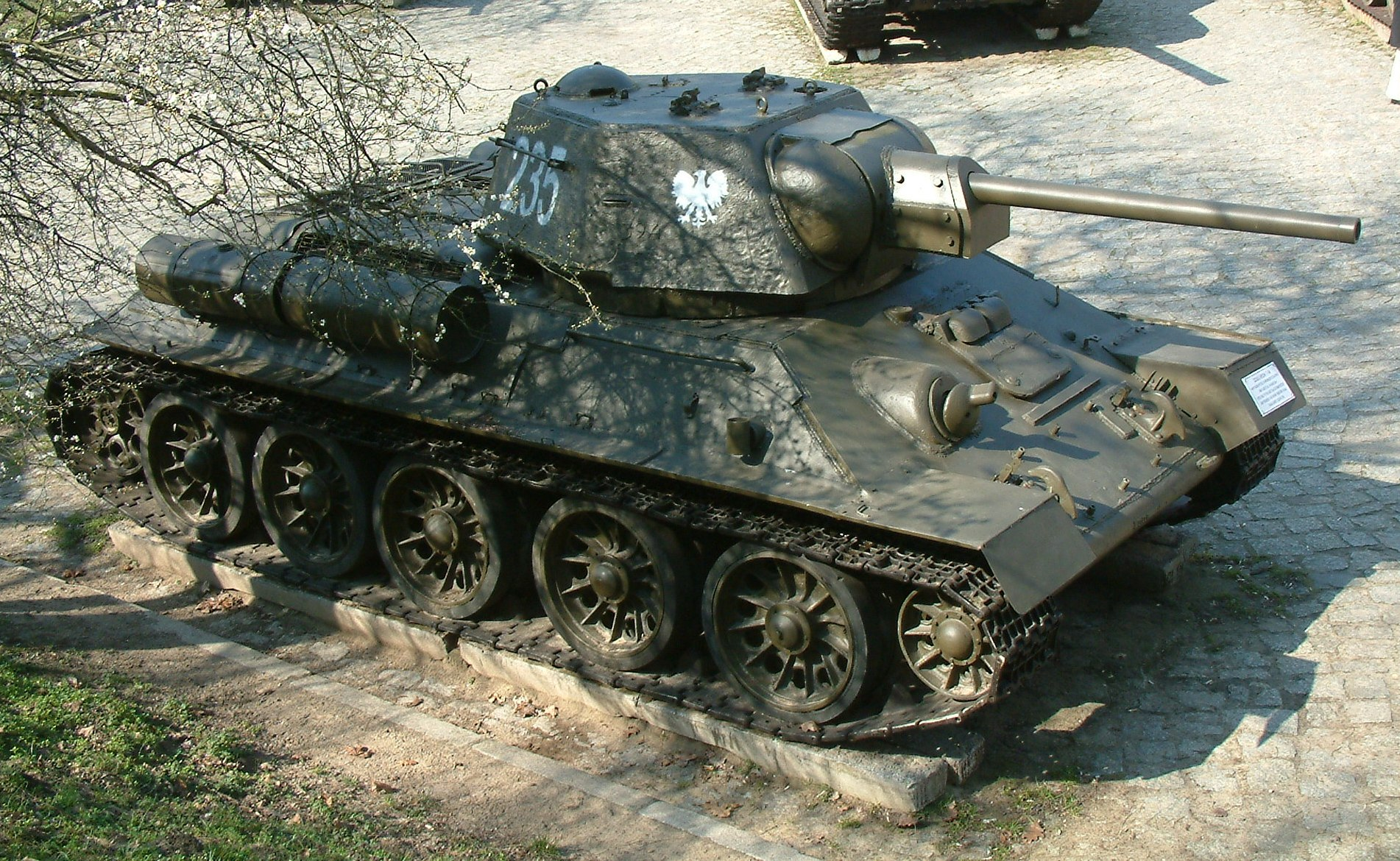
T-34/76

### Struktura organizacyjna
Pułk czołgów średnich
- Dowództwo
  - sztab
  - kwatermistrzostwo
  - sekcja polityczno-wychowawcza
  - sekcja techniczna
- kompania dowodzenia
- 3 x kompanie czołgów T-34
- kompania czołgów lekkich T-70
- kompania fizylierów
- kompania rusznic przeciwpancernych
- drużyna gospodarcza
- punkt pomocy technicznej

Pułk czołgów ciężkich

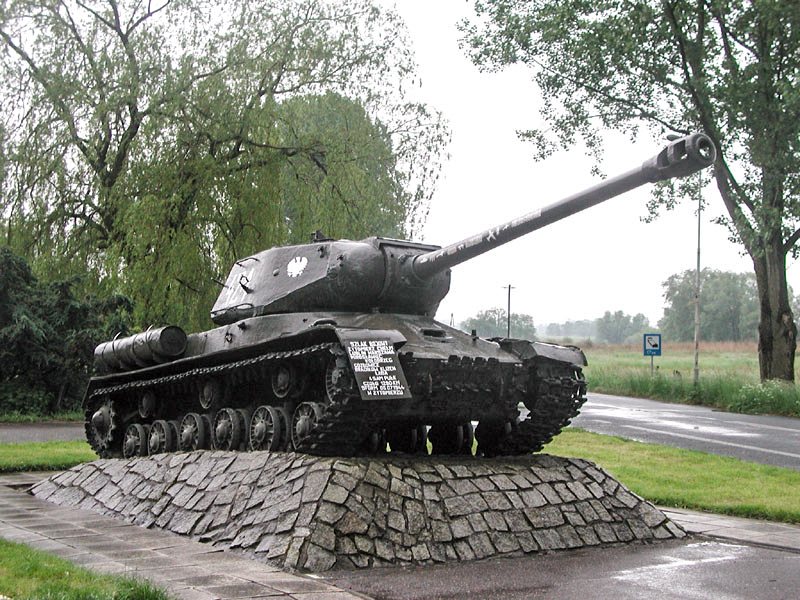
Czołg ciężki IS-2

W strukturze samodzielnego pułku czołgów ciężkich znajdowały się: cztery kompanie czołgów ciężkich, kompania technicznego zaopatrzenia, kompania sztabowa oraz pluton gospodarczy. W pułku było 282 żołnierzy. Uzbrojenie stanowiło: 21 czołgów ciężkich IS-2 i 1 samochód pancerny BA-64.

### Lista pułków formowanych w latach 1943-1945
- 1 pułk czołgów
- 2 pułk czołgów
- 3 szkolny pułk czołgów
- 4 Pomorski pułk czołgów ciężkich
- 5 pułk czołgów ciężkich
- 6 pułk czołgów ciężkich
- 7 samodzielny pułk czołgów ciężkich

## Pułki czołgów po 1945

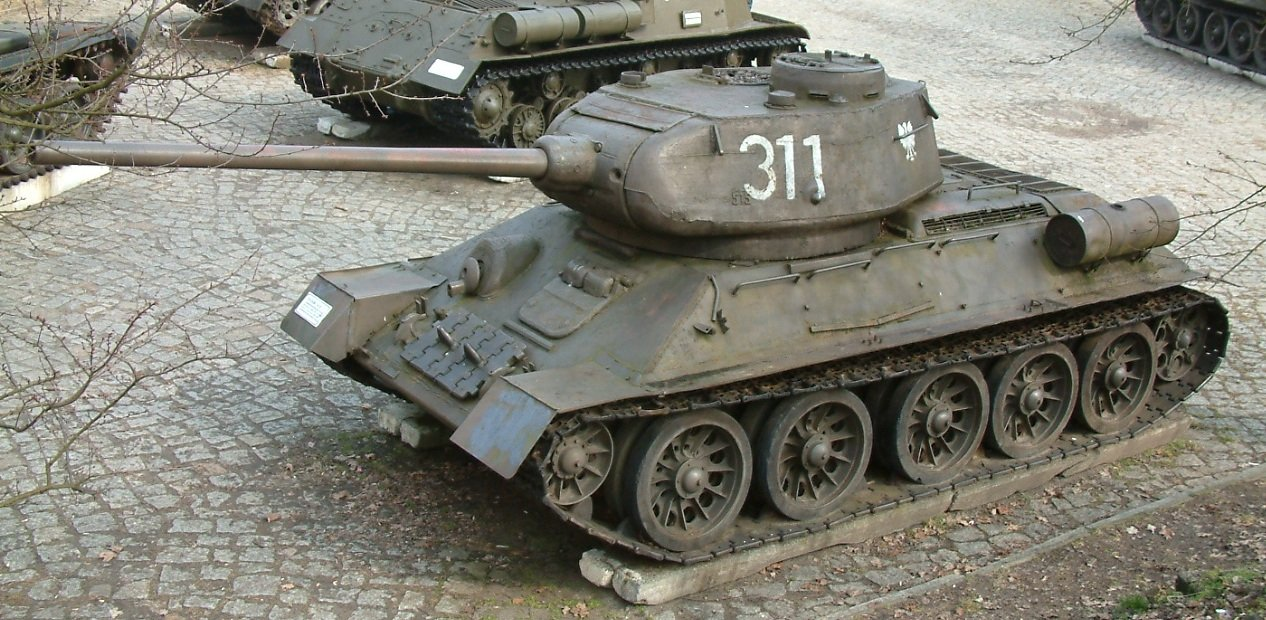
T-34/85

### Struktura organizacyjna
W 1946 wszystkie brygady pancerne przeorganizowano na pułki czołgów średnich (1, 2, 6, 8 i 9 pcz). Każdy z nich posiadał: trzy kompanie czołgów, kompanię fizylierów, kompanię technicznego zaopatrzenia, pluton dowództwa oraz drużyny gospodarczą i transportową. W pułku było 371 żołnierzy. Na jego uzbrojeniu znajdowały się: 32 czołgi średnie T-34/85.
W 1947, wszystkie jednostki pancerne przeszły na nowe etaty. Utworzono kompanię sztabową z plutonem dowództwa oraz dwa nowe plutony: saperów i ochrony. Rozformowano kompanię fizylierów zmniejszając ogólny stan żołnierzy z 371 do 348. W pułku czołgów ciężkich były cztery kompanie czołgów, a w pułku artylerii pancernej cztery baterie dział pancernych
Wiosną 1948 w pułku czołgów stan osobowy pułku zwiększył się do 368 żołnierzy stanu stałego i 129 elewów. Wzrosła też liczba uzbrojenia, które obejmowało: 35 czołgów średnich T-34/85 1 samochód pancerny BA-64. Pułk czołgów ciężkich liczył 285 żołnierzy stanu stałego i 44 elewów. Jego uzbrojenie stanowiły: 24 czołgi ciężkie IS-2 i 1 samochód pancerny BA-64.

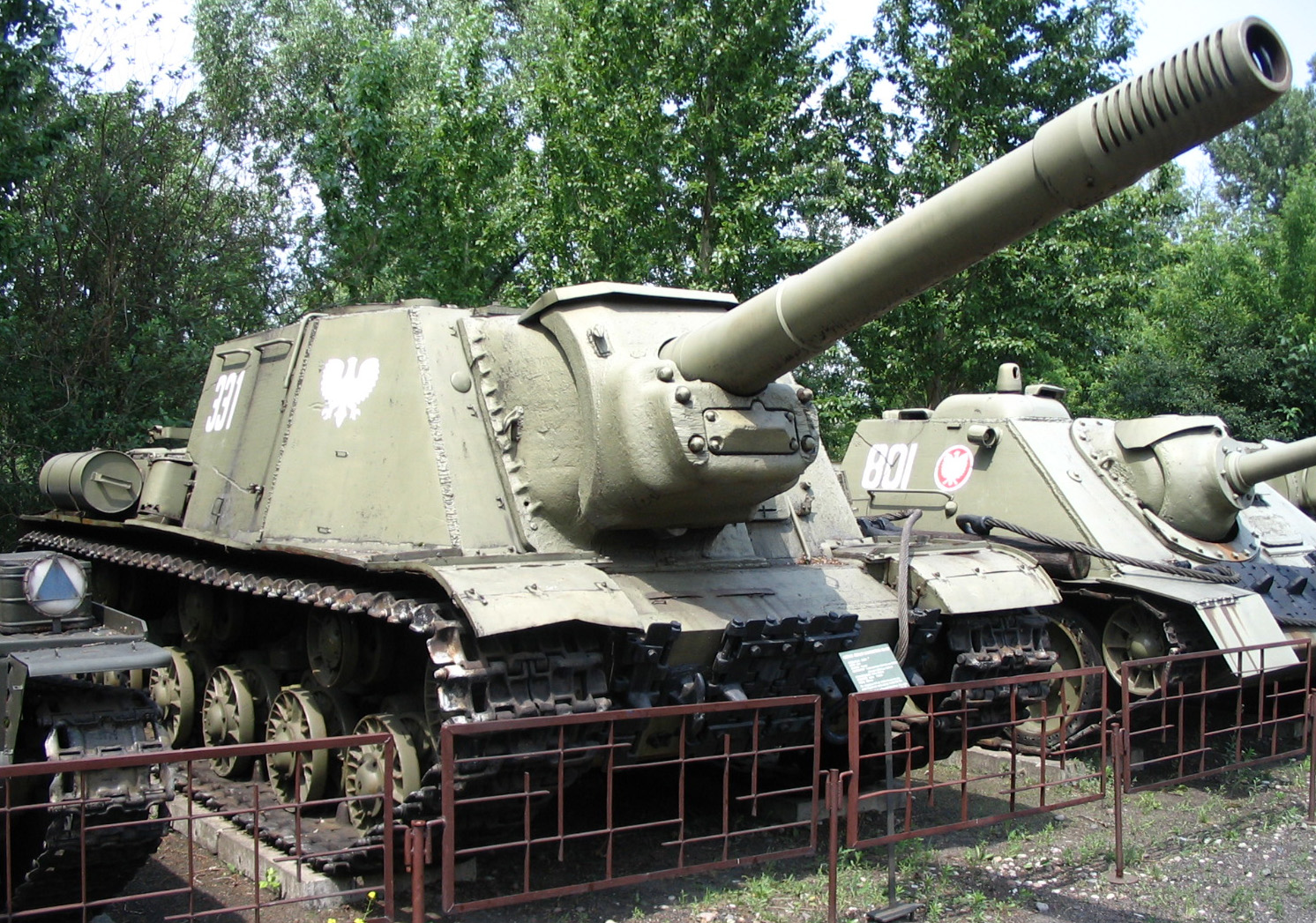
ISU-152

W 1949 pułk czołgów średnich posiadał następującą strukturę: dwa bataliony czołgów i batalion artylerii pancernej. Batalion czołgów posiadał trzy kompanie czołgów, a w batalionie artylerii pancernej były dwie kompanie dział pancernych. W pułku znajdował się też batalion szkolny (dwie kompanie). Posiadał też kompanię dowodzenia i kompanię technicznego zaopatrzenia. Zasadnicze uzbrojenie pułku składało się z: 66 czołgów średnich T-34/85 i 21 ciężkich dział pancernych ISU-122. Pułk czołgów ciężkich w kompaniach czołgów, posiadał tylko dwa plutony czołgów. Sprzęt bojowy pułku stanowiło: 35 czołgów ciężkich IS-2 i 16 ciężkich dział pancernych ISU-152.
W 1950 w składzie korpusów zmechanizowanych utworzono dodatkowo samodzielny pułk czołgów ciężkich (4. i 6. pczc). 
Pułk czołgów ciężkich korpusu posiadał: cztery kompanie czołgów ciężkich, kompanię fizylierów, batalion artylerii pancernej (dwie kompanie dział pancernych), kompanie: dowodzenia, technicznego zaopatrzenia i szkolną. Pułk liczył 678 żołnierzy. Jego sprzęt stanowiły 23 czołgi ciężkie IS-2 i 13 ciężkich dział pancernych ISU-122.
W pułku czołgów średnich znajdowały się: dwa bataliony czołgów, w każdym: trzy kompanie czołgów, batalion artylerii pancernej ISU-122 po dwie kompanie dział pancernych, kompania technicznego zaopatrzenia i kompania dowodzenia. W pułku było 789 żołnierzy.
Wiosną 1951 w pułku czołgów średnich utworzono trzeci skadrowany batalion czołgów (bataliony czołgów miały po dwie kompanie czołgów). W miejsce batalionu artylerii pancernej wprowadzono batalion piechoty zmotoryzowanej składający się z trzech kompanii piechoty zmotoryzowanej, kompanii przeciwlotniczych karabinów maszynowych i baterii artylerii przeciwpancernej.
W pułku czołgów ciężkich korpusu rozwiązano kompanię dowodzenia, a plutony łączności i saperów usamodzielniono. Kompanie czołgów ciężkich weszły w skład batalionu czołgów ciężkich. W batalionie artylerii pancernej zwiększono liczbę kompanii z 2 do 4 zmniejszając jednocześnie liczbę plutonów z 3 do 2. Utworzono skadrowany batalion artylerii pancernej o strukturze identycznej jak batalion rozwinięty. W miejsce kompanii fizylierów powstał batalion fizylierów składający się z dwóch kompanii fizylierów i kompanii piechoty zmotoryzowanej, baterii przeciwlotniczej, baterii artylerii i plutonu łączności. W kompanii technicznego zaopatrzenia utworzono dodatkowy pluton robót specjalnych.

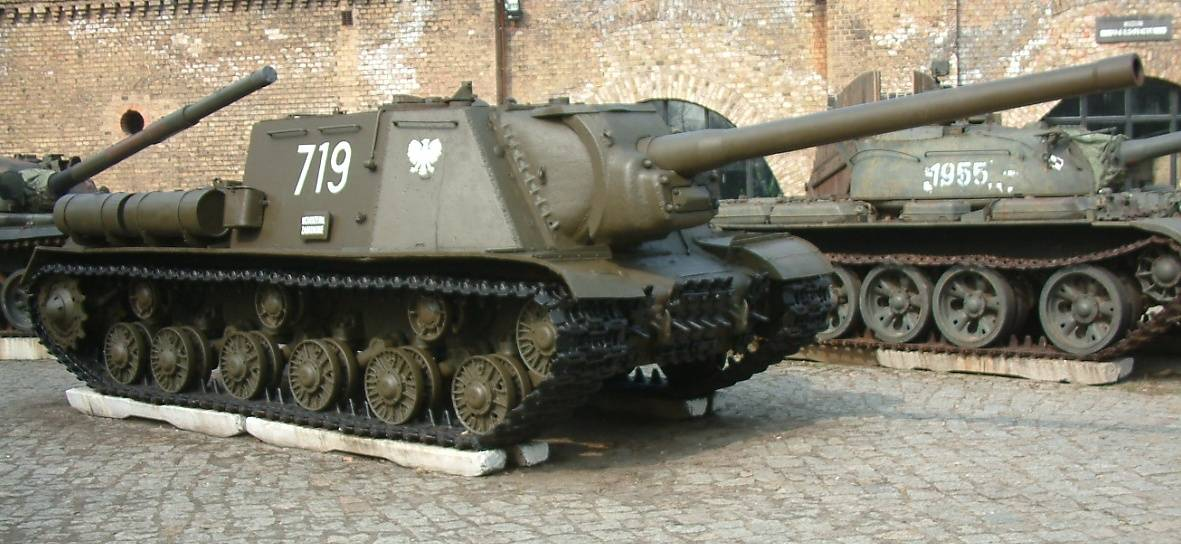
ISU-122

W 1951 wprowadzono też nowy rodzaj jednostek pancernych. Były to samodzielne pułki czołgów (11., 13., 16., 18., 20. i 22 pcz). Struktura pułku obejmowała: sześć kompanii czołgów średnich, batalion artylerii pancernej po dwie kompanie dział pancernych; kompanię technicznego zaopatrzenia oraz plutony: łączności i saperów. Uzbrojenie pułku stanowiły: 63 czołgi średnie T-34/85 i 18 ciężkich dział pancernych ISU-122. 
W grudniu 1952 nastąpiła zmiana etatu samodzielnego pułku czołgów. W pułku znajdowały się teraz tylko trzy kompanie czołgów średnich i jedna kompania dział pancernych. Podstawowy sprzęt zmniejszono do: 30 czołgów i 5 dział pancernych.
W DZ typu B (19. i 20 DZ) w pułku czołgów średnich znajdował się jeden batalion czołgów i jedynie kompania piechoty zmotoryzowanej. Pułk liczył 415 żołnierzy. Sprzęt bojowy stanowiło 31 czołgów średnich T-34/85
Jesienią 1954 dla 15 DZ (typ B), w miejsce pułku artylerii pancernej, włączono ciężki pułk czołgów i artylerii pancernej. Posiadał w swojej strukturze dwa bataliony: czołgów ciężkich i dział pancernych, z których każdy miał po dwie kompanie. Pozostałe pododdziały to plutony: dowodzenia, piechoty zmotoryzowanej, artylerii przeciwlotniczej, saperów i transportowo-gospodarczy. Stan osobowy pułku wynosił 350 żołnierzy.
W składzie pułku czołgów średnich znajdowały się: dwa bataliony czołgów po dwie kompanie w każdym, oraz plutony: piechoty zmotoryzowanej, artylerii przeciwlotniczej, saperów i transportowo-gospodarczy.
W 1955 zrezygnowano ze szczebla batalionu. Według nowej struktury pułk posiadał w swym składzie: pięć kompanii czołgów kompanię piechoty zmotoryzowanej, kompanię rozpoznawczą, baterię przeciwlotniczą, plutony: łączności, saperów i transportowo-gospodarczy oraz drużynę rozpoznania chemicznego. Ogółem pułk liczył 690 żołnierzy. Jego sprzęt stanowiło: 55 czołgów średnich T-54A i 1 transporter opancerzony BTR-152.
W 1957 pułk czołgów i artylerii pancernej składał się z: czterech kompanii czołgów średnich, kompanii dział pancernych, kompanii piechoty zmotoryzowanej, baterii artylerii przeciwlotniczej i plutonu łączności. Pułk liczył 543 żołnierzy i posiadał: 42 czołgi średnie T-54A, 10 dział pancernych ISU-122, transporter opancerzony BTR-152, 4 armaty przeciwlotnicze 37 mm i 9 granatników przeciwpancernych RPG-2.
Pułki czołgów średnich posiadały: cztery kompanie czołgów średnich, kompanię czołgów ciężkich, kompanię piechoty zmotoryzowanej, pluton artylerii przeciwlotniczej i pluton łączności. Nie było już kompanii rozpoznawczej i plutonu saperów (szkolono je w batalionach dywizyjnych). Wprowadzono kompanię czołgów ciężkich, kosztem jednej kompanii czołgów średnich. Kompania piechoty zmotoryzowanej składała się w tym okresie z trzech plutonów. W pułku znajdowało się 494 żołnierzy. Jego uzbrojenie to: 42 czołgi średnie T-54A, 10 czołgów ciężkich IS-2 i 1 transporter opancerzony BTR-152.

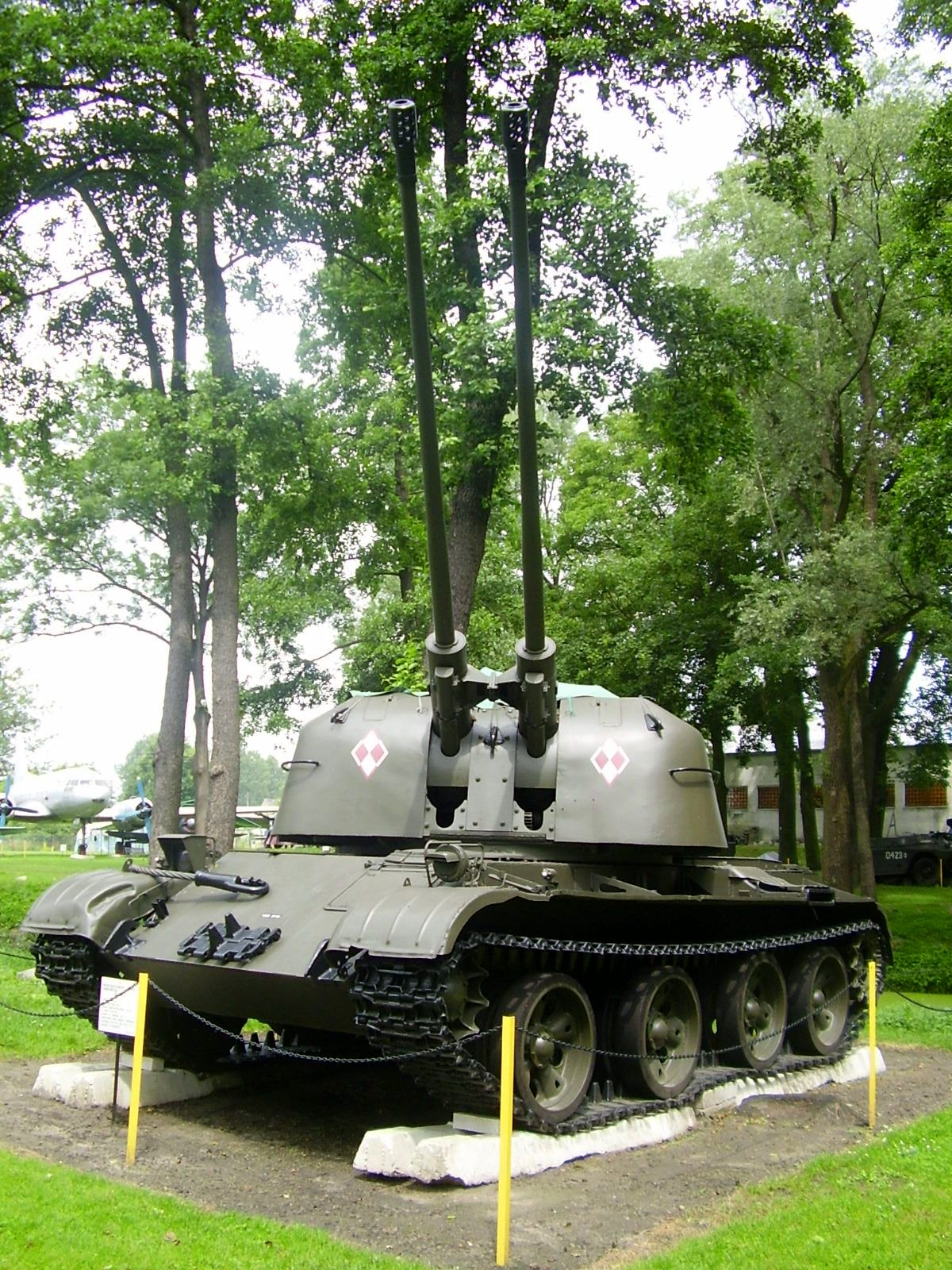
ZSU-57-2

W 1958 dokonano korekty etatów pułków czołgów średnich. wycofano z ich składu kompanie czołgów ciężkich i dodano kompanię czołgów średnich. Liczba sprzętu bojowego nie uległa zmianie.
W grudniu 1959 wprowadzono na uzbrojenie samobieżne działa przeciwlotnicze ZSU-57-2. Plutony samobieżnych armat przeciwlotniczych zastąpiły dotychczas istniejące plutony artylerii przeciwlotniczej .
W pierwszej połowie lat sześćdziesiątych rozwinięty pułk czołgów na tzw. etacie pokojowo-wojennym w dywizji zmechanizowanej posiadał: pięć kompanii czołgów, kompanię łączności, kompanię medyczną oraz plutony: rozpoznawczy, przeciwlotniczy, saperów i rozpoznania skażeń; liczył 669 żołnierzy i uzbrojony był w 69 czołgów średnich T-34/85, 2 transportery opancerzone BTR-152 i 4 rozpoznawcze samochody opancerzone BRDM .
W dywizji pancernej posiadał ponadto kompanię piechoty. Posiadał etatowo 756 żołnierzy, 69 czołgów średnich T-54A, 7 transporterów opancerzonych BTR-152, 4 rozpoznawcze samochody opancerzone BRDM lub transportery opancerzone BTR-40 oraz 3 samobieżne działa przeciwlotnicze ZSU 57-2 .

### Nazwy pułków

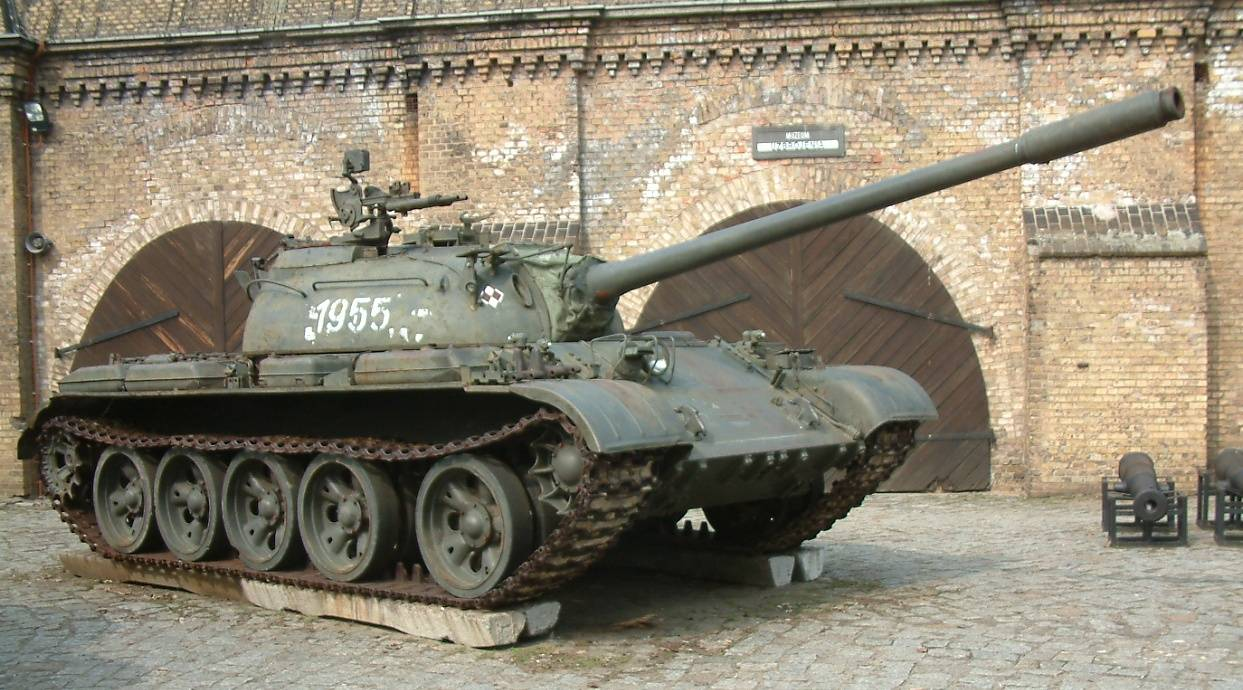
T-55

- 2 Sudecki pułk czołgów – powstał 19 marca 1946 z przeformowania 2 BPanc; wchodził w skład 10 DPanc; stacjonował w Opolu. Rozformowany w 1990
- 3 Drezdeński pułk czołgów
- 4 pułk czołgów ciężkich - pułk 1 KPanc
- 5 pułk czołgów – powstał w 1967 w wyniku przemianowania 30 pcz; wchodził w skład 3 DZ; stacjonował we Włodawie.
- 6 pułk czołgów ciężkich - pułk 2 KPanc
- 8 pułk czołgów – utworzony 10 września 1945 z przeformowania 4 BPanc; W maju 1949 Żurawicy do Żagania i podporządkowano 11 Zmotoryzowanej Dywizji Piechoty; w 1990 przeformowany na 99 pz, a w 1992 zmieniono jednostce nazwę na 89 pz. W 1995 jednostkę przeformowano na 34 BKPanc.
- 9 pułk czołgów – powstał w 1946 w wyniku przeformowaniu 16 BPanc; podlegał 8 DZ; w 1967 przemianowany na 16 pcz; stacjonował w Słupsku.
- 10 Drawski pułk czołgów
- 11 pułk czołgów
- 13 Warszawski pułk czołgów
- 14 pułk czołgów – w 1967 przemianowany na 51 pcz
- 15 pułk czołgów – ze składu 2 WDZ; stacjonował w Gliwicach; w 1990 przeformowany na pułk zmechanizowany, przejął nazwę 25 pz z Opola; w 1995 przeformowany w 23 Brygadę OT.

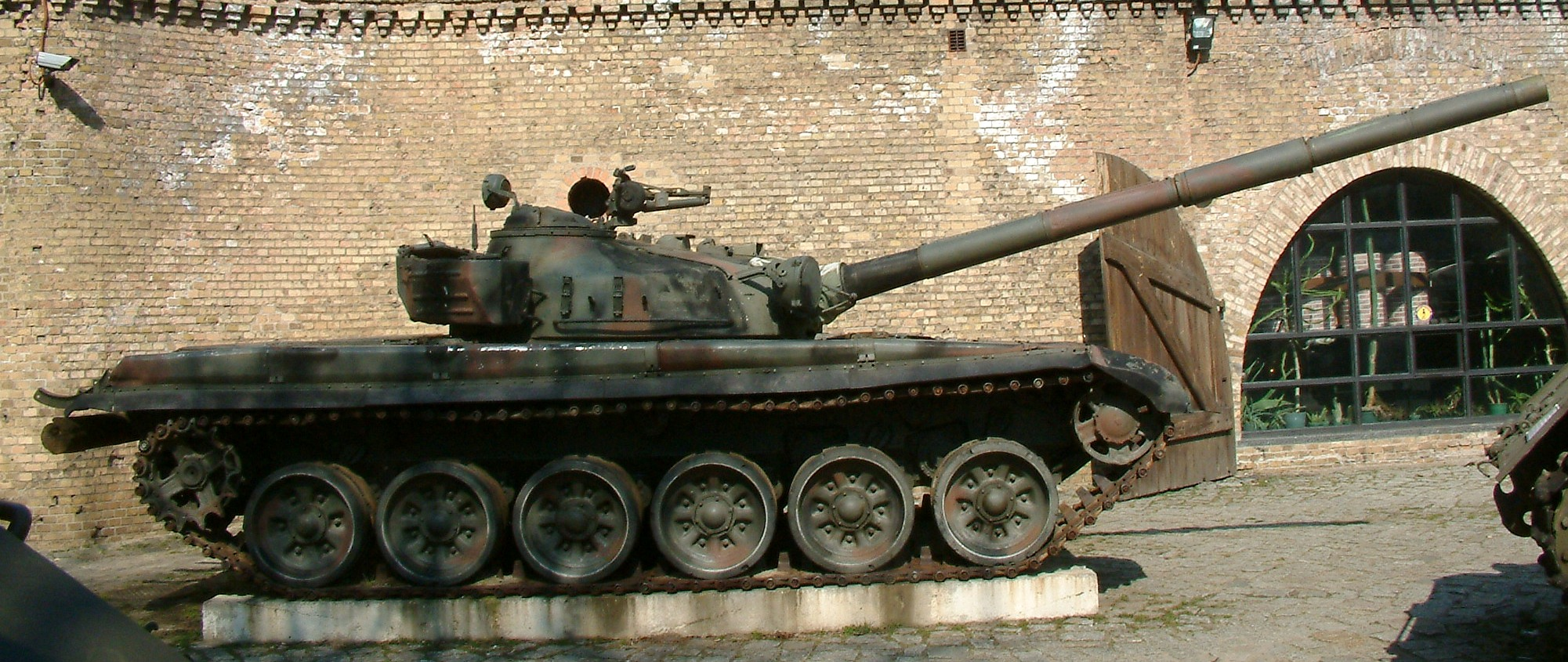
T-72

- 16 samodzielny pułk czołgów - stacjonował w Szczecinie
- 16 Dnowsko-Łużycki pułk czołgów - w 1967 przemianowany z 9 pcz; podlegał 8 DZ; stacjonował w Słupsku.
- 18 pułk czołgów – w 1990 przeformowany na 18 pz; w 1996 przeformowany na 15 WBKPanc:stacjonował w Wędrzynie
- 20 pułk czołgów - początkowo jako 20 pcziap 14 DP; od 1957 wchodził w skład 20 DPanc; stacjonował w Stargardzie Szczecińskim
- 22 pułk czołgów[3] - sformowany wiosną 1951 jako 22 samodzielny pułk czołgów; stacjonował w Żaganiu.
- 23 pułk czołgów
- 24 Drezdeński pułk czołgów – przemianowany w 1968 z 20 pcz; wchodził w skład 20 Dywizji Pancernej
- 25 Drezdeński pułk czołgów - powstał w 1967 w wyniku przemianowania 16 pcz; wchodził w skład 12 DZ; stacjonował w Szczecinie.
- 26 pułk czołgów - powstał w wyniku przemianowania 32 pcz; wchodził w skład 9 DZ. Stacjonował w garnizonie Sanok-Olchowce.
- 26 Pułk Czołgów Średnich im. Niemieckich Bojowników Antyfaszystowskich - przeformowany z 13 bcz i apanc; podległy 5 DPanc; przekształcony w 1968 w 27 pcz
- 27 Pułk Czołgów Średnich im. Niemieckich Bojowników Antyfaszystowskich - przeformowany w 1968 z 26 pułku czołgów; podległy 5 DPanc; przekształcony w 1990 w 102 pz
- 28 Saski pułk czołgów - wchodził w skład 20 DPanc; stacjonował w Czarnem
- 29 Pułk Czołgów Średnich im. płk. Aleksandra Kowalskiego
- 30 pułk czołgów - W 1967 przemianowany na 5 pcz; wchodził w skład 3 DZ; stacjonował we Włodawie;
- 33 pułk czołgów - utworzony w 1954 r. w Ostródzie dla 15 DZ, w 1955. Włączony w skład 1 DZ i przeniesiony do Zambrowa;
- 35 pułk czołgów
- 51 Kościerski pułk czołgów - ze składu 16 DPanc; stacjonował w Braniewie
- 58 pułk czołgów - wchodził w skład 16 DPanc; stacjonował w Elblągu.
- 60 Kartuski pułk czołgów - przemianowany w 1968 z 58 pcz; wchodził w skład 16 Dywizji Pancernej; stacjonował w Elblągu.
- 64 pułk czołgów – wchodził w skład 20 DPanc; rozformowany w 1957 („zastąpił go” 20 pcz);
- 68 pułk czołgów w Budowie → 33 pz (1990–1995) → 12 BKPanc (1995–2001)
- 69 pułk czołgów w Słubicach (1955-1957)
- 71 pułk czołgów w Opolu (1955-)
- 73 pułk czołgów Ułanów Karpackich w Gubinie → 73 pz (1989–1998) → 5 BZ (1998-2001)